# Oildale
Oildale is een plaats (census-designated place) in de Amerikaanse staat Californië, en valt bestuurlijk gezien onder Kern County. Het ligt naast de middelgrote stad Bakersfield.

## Demografie
Bij de volkstelling in 2000 werd het aantal inwoners vastgesteld op 27.885.

## Geografie
Volgens het United States Census Bureau beslaat de plaats een oppervlakte van
16,7 km², geheel bestaande uit land. Oildale ligt op ongeveer 116 m boven zeeniveau.

## Plaatsen in de nabije omgeving
De onderstaande figuur toont nabijgelegen plaatsen in een straal van 32 km rond Oildale.